# Сегала (острів)
Сега́ла (Сегхала, Сегая, Фарка) — невеликий піщаний острів в Червоному морі в архіпелазі Дахлак, належить Еритреї, адміністративно відноситься до району Дахлак регіону Семіен-Кей-Бахрі.

## Географія
Розташований на північний захід від острова Дахрат-Сегала та північний схід від острова Рака. Має видовжену неправильну форму, на сході утворює піщані коси. Довжина — 5,3 км, ширина до 1,8 км. З південного заходу острів облямований піщаними мілинами, все інше узбережжя — кораловими рифами.